# Västra Vikbolandets församling
Västra Vikbolandets församling är en församling i Linköpings stift inom Svenska kyrkan. Församlingen utgör ett eget pastorat, Västra Vikbolandets pastorat och ligger i Norrköpings kommun i Östergötlands län.

## Administrativ historik
Församlingen bildades den 1 januari 2008 genom sammanläggning av Östra Stenby, Konungsunds, Dagsbergs, Furingstads, Tåby, Kuddby och Å församlingar. Församlingen utgör sedan bildandet ett eget pastorat.

## Kyrkor
- Dagsbergs kyrka
- Furingstads kyrka
- Konungsunds kyrka
- Kuddby kyrka
- Tåby kyrka
- Å kyrka
- Östra Stenby kyrka